# پنچاه
پنچاه، روستایی از توابع [[بخش مرکزی شهرستان آستانه اشرفیه|بخش کیسم و واقع در شهرستان آستانه اشرفیه در استان گیلان ایران است.

## جمعیت
این روستا در دهستان کیسم قرار دارد و براساس سرشماری مرکز آمار ایران در سال ۱۳۸۵، جمعیت آن ۷۹۹ نفر (۲۵۳خانوار) بوده‌است.